# Akhisarspor
Akhisarspor is een Turkse sportclub uit Akhisar, een district van de provincie Manisa, Turkije. De clubkleuren zijn groen en zwart, en de thuisbasis van de voetbalclub is het Spor Toto Akhisarstadion.
Akhisarspor is de eerste en vooralsnog enige club buiten Istanbul, en niet afkomstig uit een provincie-hoofdstad, die een Turkse hoofdprijs won. Zowel de Turkse voetbalbeker als de Turkse Supercup werden binnengehaald tijdens een succesperiode.
Na jaren van verval trok de club zich uit de competitie in november 2024. Op dat moment speelde Akhisarspor in de Bölgesel Amatör Lig, het vijfde niveau in de Turkse voetbalpiramide.

Manisa ligt in de Egeïsche Zeeregio.

## Geschiedenis

### Oprichting
De club werd opgericht in 8 april 1970 te Akhisar door een fusie van drie clubs; Güneşspor, Gençlikspor en Doğanspor. De oprichters van de club zijn Yılmaz Atabarut (een bekende architect) en Orhan İlker (de burgemeester van de stad Akhisar). Atabarut werd zo ook de eerste voorzitter van de ploeg. Deze club is een van de weinige voetbalploegen uit de regio. Akhisar Belediyespor heeft nog geen lange geschiedenis, maar wist wel als tweede club binnen de provincie Manisa de Süper Lig te bereiken.

### De jaren 90 - Professionalisering
In het seizoen 1990-1991 eindigt de club op de 7de plaats in de 3. Lig (het vierde niveau in Turkije), de competitie waarin de ploeg al sinds 1984 uitkwam. Het seizoen daarna ,in 1991-1992, wordt de club 8ste in de eindstand. Ook in het seizoen 1992-1993 weet de club geen goede prestaties neer te leggen en eindigt zo dus op een 10de plaats. In het seizoen 1993-94 eindigt de club uiteindelijk als laatste van de 13 teams en degradeert zo dus voor het eerste keer weer naar de hoogste amateurdivisie. Het seizoen daarna, 1994-1995, wordt Akhisar Belediyespor daarin kampioen en promoveert meteen weer naar de 3. Lig. In het seizoen 1995-1996 eindigt de club bij de rentree in de 3. Lig meteen weer op de 7de plaats. In het seizoen 1996-1997 legt de ploeg wederom beslag op de 13de plaats, maar omdat de competitie inmiddels uit 18 teams bestaat, heeft dit geen gevolgen. In het seizoen 1997-1998 wordt de club 10de, met maar vier punten minder dan rivaal Manisaspor dat op de 9de plaats eindigde. Verder komt Akhisar Belediyespor in het seizoen 1998-1999 terecht op de 11de plaats, net als in het seizoen 1999-2000.

### De jaren 2000-2011
In het seizoen 2000-2001 eindigt de ploeg als achtste in de 3. Lig, maar door een reorganisatie van de lagere divisies komt Akhisar Belediyespor terecht in de 2. Lig. De club komt achtereenvolgens terecht op de 6de (2001-2002), 11de (2002-2003), 7de (2003-2004), 11e (2004-2005) en 4e (2005-2006) plaats, maar als de ploeg na een 13e plaats in het seizoen 2006-2007 net niet degradeert, gaat het roer drastisch om. Het elftal wordt versterkt en in het seizoen 2007-2008 eindigt de club prompt op een 2de plaats in de 2. Lig, maar door de ingewikkelde promotieregelingen in het Turkse voetbal promoveert de ploeg niet. Na een 5de plaats in het seizoen 2008-2009 krijgt Akhisar Belediyespor via de tweede plaats in 2009-2010 dan toch eindelijk de felbegeerde promotie naar de 1. Lig, genaamd de Bank Asya 1. Lig, de op een na hoogste divisie in Turkije. In het seizoen 2010-2011 mocht de club content zijn met een 13de plaats van de 17 ploegen.

### De jaren 2011-2013
In het seizoen 2011-12 speelde de club weer in de 1. Lig. Deze jaargang werd Akhisar Belediyespor kampioen en mocht dus vanaf het seizoen 2012-13 in de Süper Lig spelen. Dit was een record van het snelste naar de hoogste klasse te komen: Akhisar Belediyespor wist in 5 jaar 3 keer te promoveren en schreef zo dus geschiedenis in de Turkse competities. In de zomer van 2012 kocht de club vele nieuwe spelers om zich te kunnen versterken en het beste te kunnen presteren op het hoogste divisie van Turkije. In het seizoen 2012-13 wist de club zich in de hoogste divisie te handhaven: de club eindigde op een 14de plaats, met 6 punten meer dan Istanbul BB dat degradeerde. De club had dit grotendeels te danken aan de Griekse voetballer Theofanis Gekas, die pas in de tweede helft van het seizoen was gekocht van Levante UD en met 12 goals topscorer van de club werd. In de Turkse beker is de club wel niet verder geraakt dan de 3de ronde. Daar verloor Akhisar Belediyespor uiteindelijk van Tokatspor, met een 0-1 score.

### De jaren 2013-2016
Voor het seizoensstart van 2013-2014 besloot Theofanis Gekas transfervrij naar Konyaspor over te stappen, wat voor paniek zorgde bij Akhisarspor. De club besloot Gekas te vervangen door een jeugdigere speler en tekende hiermee dus een contract met Oumar Niasse, dat een veelbelovende aanvaller was. Akhisar Belediyespor eindigde dit seizoen op een 10de plaats in het competitie mede dankzij spit Oumar Niasse, dat met 12 doelpunten zijn ploeg recht hield. In het bekertoernooi werd Akhisar uitgeschakeld in de groepsfase door op het 3de plaats te beëindigen. Voor het het seizoensstart van 2014-2015 dit keer verloor de club weer zijn topscorer. Oumar Niasse werd voor €5.5 miljoen verkocht aan de Russische club Lokomotiv Moskou. Wel wist de club zijn oude publiekslieveling Gekas terug over te nemen van Konyaspor en bereikte het ook een akkoord met Didier Zokora. Het competitie eindigde Akhisar op een 12de plaats en in het beker werd de club weer uitgeschakeld in de groepsfase. Het seizoen 2015-2016 wist Akhisar Belediyespor 8ste te worden in het competitie en tegelijkertijd kwartfinalist te worden van het beker. In de kwartfinales verloor de club uiteindelijk van Galatasaray SK met twee wedstrijden, waarvan de eerste 1-2 nederlaag en de tweede 1-1 gelijkspel.

## Erelijst
- Beker van Turkije
  - 2017/18
- Turkse supercup
  - 2018
- 1. Lig
  - 2011/12

## Stadions

### Manisa 19 Mayısstadion
Het Manisa 19 Mayısstadion is de thuisbasis van Akhisar Belediyespor. Dit stadion heeft een capaciteit van 16.000 zitplaatsen en wordt ook gebruikt door Manisaspor. Het stadion is geopend in 1974 en vernieuwd in 2008. Het veld is 105 meter lang en 68 meter breed. Dit stadion is gemaakt volgens de UEFA-criteria. De grond waarop het Manisa 19 Mayısstadion staat, is in het bezit van de gemeente Manisa. Voordat Akhisar naar de hoogste divisie van het land promoveerde was Akhisar Şehirstadion het stadion dat Akhisar Belediyespor bespeelde. Helaas keurde de bond dit stadion met een capaciteit van slechts 5.000 zitplaatsen niet goed, dus moest de ploeg z'n thuiswedstrijden spelen in het Manisa 19 Mayısstadion.

### Nieuw stadionproject
In 2012 kwam het bestuur van de ploeg in de media met een nieuw stadionproject. Dit stadion zou een capaciteit van 12.000 zitplaatsen krijgen. De kleur van het dak zal groen worden en de tribunes zullen maar uit één verdieping bestaan. In de omgeving zullen er bomen geplant worden en naast het stadion zal er ook een sportzaal gebouwd worden. Deze zaal wordt gemaakt voor de basketbalbranche van de club en zal een capaciteit hebben van 2.000 zitplaatsen. De bouwwerkzaamheden begonnen 23 december 2013, en de oplevering was gepland rond 2016, maar omdat de werken aan het stadion een tijdje hebben stilgelegen gaat men ervan uit dat het rond eind 2017 of begin 2018 klaar zal geraken.

## Algemeen

### Supporters
De club heeft ook een grote supportersschare, genaamd Akigolar (De Akigo's). Deze naam zou komen van een kruising tussen Akhisar en Amigo. De groep is opgericht in 1977 en is een van de meest vredevolle van het land. Vanwege deze goede reputatie kregen de supporters ook de bijnaam Hergelen, waar ze mee willen uitdrukken dat ze voor iedere tegenstander respect hebben. De leider van deze supportersgroep is Yalçın Utçu, die bij de supporters beter bekend is als Tatü.

### Rivaliteit
De club leeft in zware rivaliteit met provinciegenoten Turgutluspor en Manisaspor. Als Akhisarspor een wedstrijd speelt tegen een van deze twee teams zal het stadion altijd vol zijn. Derby's tussen twee van deze drie clubs noemen de supporters de Egeïsche derby. Ook Turgutluspor en Manisaspor zijn rivalen van elkaar.

### Clubkleuren en logo
De clubkleuren groen, geel en zwart komen ook van deze de drie ploegen waarvan Akhisar Belediyespor een fusie was: groen van Güneşspor, zwart van Gençlikspor en geel van Doğanspor. In het logo is een bal met vleugels te zien. Boven de bal is er een groen gedeelte waar er in het wit Akhisar op staat en onder deze bal is er een zwart gedeelte waar in het groen Belediyespor op staat. Onder dit woord staat, nogmaals in het wit, Gençlik ve Spor Kulübü 1970. De vleugels zijn geel gekleurd en de bal is wit met groene strepen.

### Gespeelde divisies
- Süper Lig: 2012-2019
- TFF 1. Lig: 2010-2012, 2019-
- TFF 2. Lig: 2001-2010
- TFF 3. Lig: 1984-1994, 1995-2001
- Amateurdivisies: 1970-1984, 1994-1995

## In Europa
Uitslagen vanuit gezichtspunt Akhisar Belediyespor
| Seizoen                                                    | Competitie    | Ronde        | Land             | Club          | Totaalscore | 1e W    | 2e W    | PUC |
| ---------------------------------------------------------- | ------------- | ------------ | ---------------- | ------------- | ----------- | ------- | ------- | --- |
| 2018/19                                                    | Europa League | Groep J      | Vlag van Rusland | FK Krasnodar  | 1-3         | 0-1 (T) | 1-2 (U) | 1.0 |
|                                                            |               | Groep J      | Vlag van België  | Standard Luik | 1-2         | 1-2 (U) | 0-0 (T) | 1.0 |
|                                                            |               | Groep J (4e) | Vlag van Spanje  | Sevilla FC    | 2-9         | 0-6 (U) | 2-3 (T) | 1.0 |
| Totaal aantal behaalde punten voor UEFA coëfficiënten: 1.0 |               |              |                  |               |             |         |         |     |

### Andere branches
Naast voetbal houdt Akhisar Belediyespor zich ook bezig met andere sporten, zoals: taekwondo, basketbal, volleybal en worstelen. De basketbalclub van deze ploeg is actief in de op een na hoogste divisie van het land. De club heeft verscheidene malen in de play-offs gezeten om naar de hoogste divisie te promoveren, maar was daarin altijd snel uitgeschakeld.